# Dieter L. Scharnagl

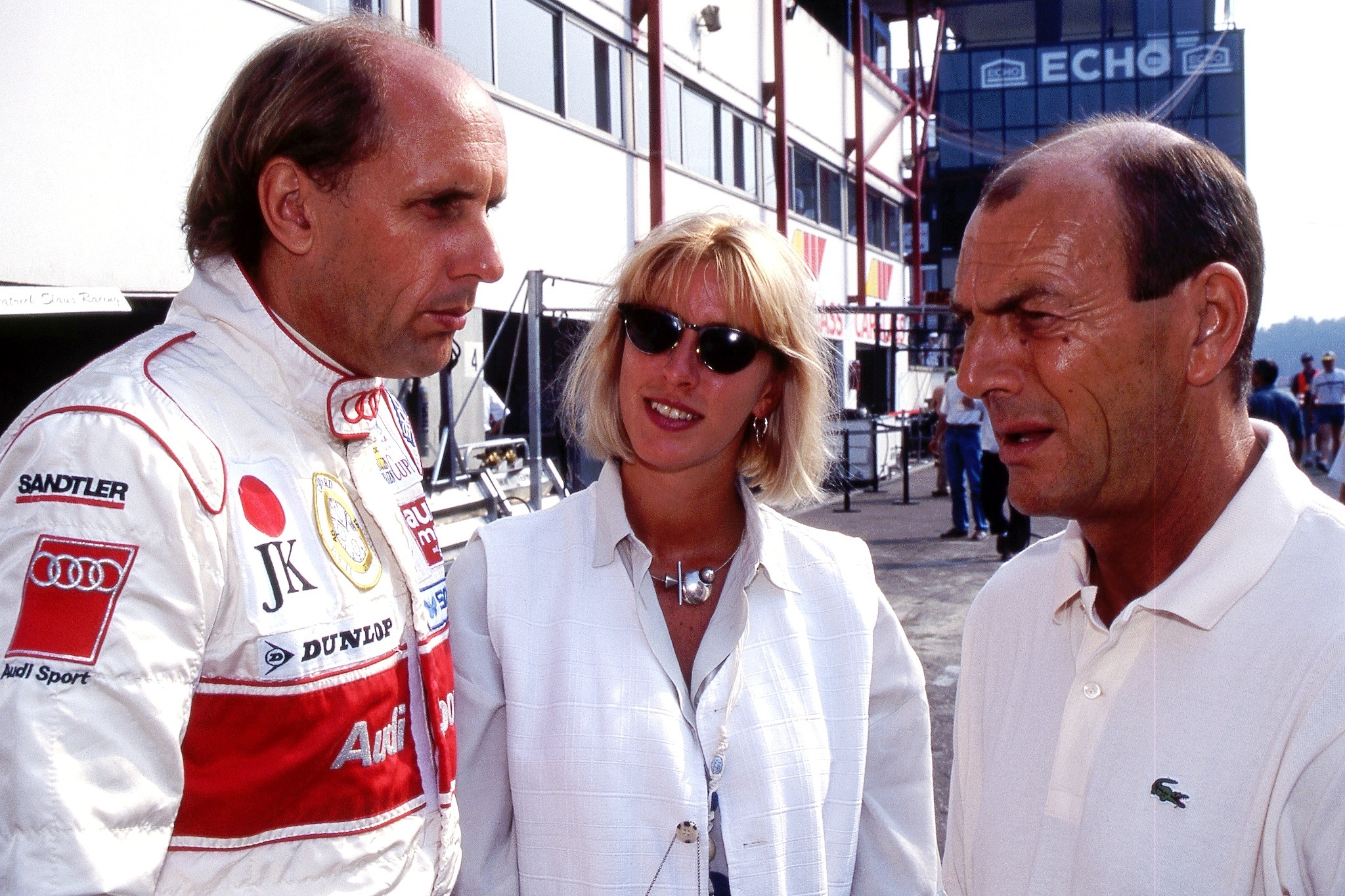
Dieter Scharnagl (rechts) im Gespräch mit Hans-Joachim Stuck beim STW-Rennen 1994 in Zolder

Dieter Ludwig Scharnagl (* 6. Mai 1941 in Friedberg, Bayern; † 5. November 2015 in Altötting) war ein deutscher Motorsport-Journalist.

## Leben
Der frühere Finanzbeamte begann seine journalistische Laufbahn 1973 beim Magazin Sportfahrer des Axel Springer Verlages als freier Journalist und Fotograf. Sein Spezialgebiet war der nationale und internationale Rallyesport, über den er in den Jahren von 1973 bis 1979 für Fachzeitschriften, Tageszeitungen und die Deutsche Presse-Agentur berichtete. Sein damaliges Kürzel lautete „DiLuScha“.
Von 1980 bis 1998 war er als Leiter der Sportpresse in der Audi AG tätig und von 1999 bis 2007 als Chefredakteur der Verbandszeitschrift des Deutschen Motor Sport Bundes in Frankfurt/Main. Dort war er auch mitverantwortlich für die Presse- und Öffentlichkeitsarbeit des Verbandes.
Darüber hinaus war Scharnagl als Buchautor, Herausgeber und Fotograf an Motorsportbüchern beteiligt und hat unter anderem zusammen mit den Kollegen Peter M. Lill und Kuno Messmann zwei Bücher über den zweifachen Rallye-Weltmeister Walter Röhrl geschrieben, mit dem er seit 1974 auch eng befreundet war.

## Werke (Auszug)
- Walter Röhrl, So gewinne ich Rallyes (1979), von Peter M. Lill und Dieter L. Scharnagl
- Rallye Jahrbuch 1980/81
- Rallye Jahrbuch 1981/82
- Rallye Jahrbuch 1982/83
- Rallye Jahrbuch 1983/84
- Walter Röhrl, Sicher und Sportlich Autofahren (1985), von Kuno Messmann und Dieter L. Scharnagl
- Rallye Jahrbuch 1984/85
- Rallye Jahrbuch 1985/86
- Rallye Jahrbuch 1986/87
- Rallye Jahrbuch 1987/88
- Rallye Jahrbuch 1988/89
- Rallye Jahrbuch 1989/90
- Rennsport Jahrbuch 1989/90
- Cockpit 1 1994/95, Dieter L. Scharnagl (Text), Ferdi Kräling (Fotos)
- Cockpit 2 1995/96, Dieter L. Scharnagl (Text), Ferdi Kräling (Fotos)
- Cockpit 3 1996/97, Dieter L. Scharnagl (Text), Ferdi Kräling (Fotos)
- DMSB Automobilsport 2001, Dieter L. Scharnagl und Claus-Peter Andorka
- DMSB Motorradsport 2001, Dieter L. Scharnagl und Claus-Peter Andorka
- Dahoam – Das untere Altmühltal von Eichstätt bis Kelheim (2013), Hubert Haupt und Dieter L. Scharnagl. H.H. Printmedia Bavaria, ISBN 9783000424922
- Milon Zirkeltraining Plus (2014), Hubert Haupt und Dieter L. Scharnagl. Delius Klasing Verlag (Sport), Bielefeld, ISBN 9783667101198